# Алава
Алава (на баски: Araba; на испански: Álava) е провинция в Северна Испания и историческа територия от Баската автономна област, бивша средновековна католическа епископия. Столицата ѝ, Витория, също е столица на Баската автономна област.
С площ от 3.037,50 km² е най-голямата от трите баски провинции. Населението на провинцията е 319 227 души, на 41-во място в Испания и последно в автономната област.